# 射水市立小杉小学校
射水市立小杉小学校 （いみずしりつ こすぎしょうがっこう）は富山県射水市の旧射水郡小杉町域にある公立小学校。

## 沿革
出典
- 1873年（明治6年） - 戸破日澄寺（にっちょうじ）に和親小学校が開設。
- 1878年（明治11年） - 日澄寺から三ケに移転。
- 1884年（明治17年） - 校舎新築。
- 1892年（明治25年） - 和親尋常高等小学校とに改称。改称の翌月に校舎新築。
- 1895年（明治28年） - 小杉尋常小学校と改称。
- 1903年（明治36年） - 校歌「治る御代」制定。
- 1906年（明治39年） - 第1回学芸会開催。
- 1908年（明治41年） - 校舎新築。
- 1923年（大正12年） - 校舎東側に校舎増築。
- 1930年（昭和3年） - 校庭拡張。
- 1941年（昭和16年） - 国民学校令により、小杉国民学校と改称。
- 1945年（昭和20年）
  - 8月1日 - 同日深夜から翌日未明にかけての空襲で富山市中心部の大半が焼け野原となり、五福の陸軍施設も大きな被害を受けたため、本校に臨時の野戦病院が設置された。
  - 8月6日 - 炊事室から出火し、校舎全焼。元陸軍の施設を仮校舎として使用。体育館は倉庫を代用し、教室は寄宿舎の和室を改造した小部屋を使用した。
- 1947年（昭和22年） - 学制改革により、小杉町立小杉小学校と改称。
- 1949年（昭和24年） - 元校舎跡に新校舎と体育館が新築された。
- 1952年（昭和27年） - 校歌「立山雄山」制定。
- 1954年（昭和29年） - 新校舎落成と創校80周年記念の両式典挙行。PTAが中心となり、記念事業も行われた。
- 1960年（昭和35年） - 新体育館完成。
- 1962年（昭和37年） - プール完成。
- 1966年（昭和41年） - 同窓生の寄付により、各教室にテレビが設置された。
- 1971年（昭和46年） - 大江小学校を統合。ただし、大江小学校は小杉小学校大江教場として存置。
- 1973年（昭和48年）4月14日 - 新校舎竣工と開校の両式典挙行。
- 2005年（平成17年）11月1日 - 平成の大合併による射水市発足により、射水市立小杉小学校と改称。
- 2023年（令和5年）
  - 6月21日 - 創校150周年記念の航空写真撮影実施。
  - 6月22日 - 新プール完成式挙行（創校150周年事業として開催）。記念として、水球体験教室を開催し、元水球日本代表の保田賢也と稲場航平を招いた。
  - 10月7日 - 創校150周年記念式典挙行。

## 通学区域
- 水上、水源町、上新町、諏訪町、新富町、白銀町、錦町、一番町、初音町、本中町、常盤町、田町、高寺、愛宕、新三ケ、西町、住吉町、中町、茶屋町、荒町、新町、高穂町、中央通り一丁目～中央通り三丁目、昭和通り、木舟町、乗舟町、西楠町、神川町、鍛冶屋橋、末永町、北手崎、手崎、江上、針原、若宮町、さくら町、平成町、いぶき野町、大江、鷲塚、小杉白石、西高木、稲積[3]

## 進学先中学校
公立学校に進む場合
- 射水市立小杉中学校

## 交通アクセス
- 射水市コミュニティバス「系統⑯ 」 小杉駅・下由足洗線（南系統・白石）[4]で、「小杉小学校前」停留所下車。
  - ただし、運行は平日朝1便のみで、9時以降は、予約制デマンドタクシー「のるーと射水」を利用する事になる。
- あいの風とやま鉄道あいの風とやま鉄道線小杉駅より、
  - 南口から、上述の「射水市コミュニティバス」に乗車し8分、「小杉小学校前」停留所下車。
  - 北口から、校地南側の正門まで、徒歩約1.3km強・約20分。

## 周辺
- 学校法人鷹寺学園あおい幼稚園 - 射水市道をはさんで、敷地が隣接。かつ、進学前幼稚園のひとつ。
- 公文式あおい教室 - 射水市道をはさんで、敷地が隣接。かつ、上述のあおい幼稚園に隣接。
- JR西日本北陸新幹線
- 下条川
- 射水親水公園

## 卒業生
- 田知本愛（柔道家）
- 田知本遥（柔道家）